# علي حجي علي
علي حجي علي هو سياسي تنزاني، ولد في 7 أبريل 1948. نشط حزبياً في حزب الثورة ‏. وقد انتخب عضو الجمعية الوطنية لتنزانيا ‏.